# 凤凰湖区
凤凰湖区（英語：Phoenicis Lacus quadrangle）是美国地质调查局太空地质学研究计划（Astrogeology Research Program）对火星表面划分的30个区域之一，编号为MC-17。
凤凰湖区覆盖了火星西经90°至135°、南纬0°至30°的区域。塔尔西斯高地有一部分位于该区，其中的帕弗尼斯山与阿尔西亚山都有冰川活动的迹象。